# Премія Франко Абб'яті
Премія Франко Абб'яті (італ. Premio Franco Abbiati della Critica Musicale Italiana) — премія в області академічної музики, що присуджується італійської національною асоціацією музичної критики щорічно з 1980 року і названа на честь італійського музичного критика Франко Абб'яті. Спочатку вручалася під патронатом міської адміністрації Бергамо; за традицією церемонія нагородження лауреатів проходить в оперному театрі Бергамо або в інших історичних будівлях міста.
- найкраща оперна постановка
- проект (італ. iniziativa) — музичний фестиваль, цикл концертів тощо
- продюсування
- диригування
- оперна режисура
- оперна сценографія
- костюми для оперної сцени
- вокал
- інструментальне виконавство
- камерний ансамбль
- найкраща прем'єра іноземної музики в Італії
- спеціальна премія

## Лауреати премії

### Диригування
| 1980/81   | Клаудіо Аббадо та Рікардо Муті |
| 1981/82   | Леонард Бернстайн              |
| 1982/83   | Джанандреа Гаваццені           |
| 1983/84   | Серджіу Челібідаке             |
| 1984/85   | Карлос Кляйбер                 |
| 1985/86   | Вольфганг Завалліш             |
| 1986/87   | П'єр Булез                     |
| 1987/88   | Мюнг Вун Чунг                  |
| 1988/89   | Рікардо Муті                   |
| 1989/90   | Джон Еліот Гардінер            |
| 1990/91   | Володимир Дельман              |
| 1991/92   | Джузеппе Сінополі              |
| 1992/93   | Рікардо Шайи                   |
| 1993/94   | Зубін Мета                     |
| 1994/95   | Гарі Бертіні                   |
| 1995/96   | Валерій Гергієв                |
| 1996/97   | Еліаху Інбал                   |
| 1997/98   | Карло Марія Джулін             |
| 1998/99   | Джеффрі Тейт                   |
| 1999/2000 | Володимир Юровський            |
| 2000/2001 | Клаудіо Аббадо                 |
| 2002      | Юрій Темірканов                |
| 2003      | Бруно Бартолетті               |
| 2004      | Даніеле Гатті                  |
| 2005      | Антоніо Паппано                |
| 2006      | Лорін Маазель                  |
| 2007      | Юрій Темірканов                |
| 2008      | Роберто Аббадо                 |

### Інструментальне виконавство
| 1980/81   | не присуджували               |
| 1981/82   | Мауріціо Полліні              |
| 1982/83   | не присуджували               |
| 1983/84   | не присуджували               |
| 1984/85   | Сальваторе Аккардо            |
| 1985/86   | Святослав Ріхтер              |
| 1986/87   | Артуро Бенедетті Мікеланджелі |
| 1987/88   | Маріо Брунелло                |
| 1988/89   | Раду Лупу                     |
| 1989/90   | Крістіан Цимерман             |
| 1990/91   | не присуджували               |
| 1991/92   | Массіміліано Дамеріні         |
| 1992/93   | Андраш Шифф                   |
| 1993/94   | Андреа Луккезіні              |
| 1994/95   | не присуджували               |
| 1995/96   | не присуджували               |
| 1996/97   | не присуджували               |
| 1997/98   | не присуджували               |
| 1998/99   | Енріко Діндо                  |
| 1999/2000 | Аркадій Володь                |
| 2000/2001 | не присуджували               |
| 2002      | не присуджували               |
| 2003      | Григорій Соколов              |
| 2004      | Григорій Соколов              |
| 2005      | Раду Лупу                     |
| 2006      | Андраш Шифф                   |
| 2007      | Леонідас Кавакос              |
| 2008      | не присуджували               |

### Камерний ансамбль
| 1980/81   | Квартет Ласалля                                 |
| 1981/82   | не присуджували                                 |
| 1982/83   | Трієстське тріо                                 |
| 1983/84   | Квартет Ардітті                                 |
| 1984/85   | не присуджували                                 |
| 1985/86   | Ensemble InterContemporain                      |
| 1986/87   | Оркестр «Процвітаючі мистецтва»                 |
| 1987/88   | не присуджували                                 |
| 1988/89   | не присуджували                                 |
| 1989/90   | не присуджували                                 |
| 1990/91   | Токійський квартет                              |
| 1991/92   | Дует Франк Петер Циммерман та Олександр Лонквіх |
| 1992/93   | не присуджували                                 |
| 1993/94   | Пармське тріо                                   |
| 1994/95   | Квартет Келлера                                 |
| 1995/96   | Мантуанський камерний оркестр                   |
| 1996/97   | Квартет імені Шостаковича                       |
| 1997/98   | Хор Арнольда Шенберга                           |
| 1998/99   | не присуджували                                 |
| 1999/2000 | не присуджували                                 |
| 2000/2001 | Ансамбль «Галантна Європа»                      |
| 2002      | Камерний оркестр «Італійський концерт»          |
| 2003      | не присуджували                                 |
| 2004      | не присуджували                                 |
| 2005      | Academia Montis Regalis                         |
| 2006      | не присуджували                                 |
| 2007      | не присуджували                                 |
| 2008      | Квартет Гаген                                   |

### Прем'єра в Італії
| 1980/81   | «Четвер» Карлхайнца Штокгаузена                                                 |
| 1981/82   | «Очі серця» Франко Донатоні                                                     |
| 1982/83   | «Польський щоденник № 2» Луїджі Ноно                                            |
| 1983/84   | «Repons» П'єра Булеза                                                           |
| 1984/85   | «Варавва» Камілло Тоньї                                                         |
| 1985/86   | «Присвята» Джакомо Мандзоні                                                     |
| 1986/87   | «Торжество ночі» Адріано Гварньєрі                                              |
| 1987/88   | «Фрагменти з Кафки» Дьордя Куртага                                              |
| 1988/89   | «Весільний лик» П'єра Булеза                                                    |
| 1989/90   | Соната № 3 Сальваторе Ш'ярріно                                                  |
| 1990/91   | Квартет № 3 Софії Губайдуліної                                                  |
| 1991/92   | «інтерлюдії. Музика до легенди про Ехо і Нарцис»Альдо Клементі                  |
| 1992/93   | «Bidlos / Weglos» Вольфганга Риму                                               |
| 1993/94   | «Ноктюрн» Лучано Беріо                                                          |
| 1994/95   | «Скарданеллі-цикл» Гайнца Голлігера                                             |
| 1995/96   | «Ніхто» Лучано Беріо                                                            |
| 1996/97   | «Парадоксальний образ. Посвячення П'єро делла Франческа» Жерара Ґрізе           |
| 1997/98   | «Венера і Адоніс» Ганса Вернера Генце                                           |
| 1998/99   | «З Німеччини» Маурісіо Кагеля                                                   |
| 1999/2000 | «Sur Incises» П'єра Булеза                                                      |
| 2000/2001 | «Звуки для духового оркестру» Джильберто Каппелло                               |
| 2002      | «Медея» Адріано Гварньєрі                                                       |
| 2003      | «Ложе історії» Фабіо Вакка і Гобойний квартет Еліота Картера                    |
| 2004      | «Покажчик металів» Фаусто Ромітеллі                                             |
| 2005      | «… concertante …» (Посвята Мессіану) Дьєрдя куртаг                              |
| 2006      | «Останній відгомін» для фортепіано з оркестром і Концертіно Гельмута Ляхенманна |
| 2007      | «Антігона» Івана Феделе                                                         |
| 2008      | «Федра» Ганса Вернера Генце                                                     |